# Clarence Norbury Ezard
Clarence Norbury Ezard (ur. 6 października 1896 w Manchesterze - zm. 1986) – brytyjski urzędnik konsularny i dyplomata.
Kilkakrotnie zmieniał resorty - z Ministerstwa Emerytur (Ministry of Pensions), przeszedł w 1924 do Admiralicji (Admiralty), następnie do Foreign Office. W 1928 mianowano go wicekonsulem Służby Konsularnej w Foreign Office. Następnie pełnił funkcje - wicekonsula w Hawanie (1929-), wicekonsula w Bogocie (1930-), wicekonsula w Pireusie (1936), konsula w Beirze (1942-), konsula generalnego w Gdańsku (1946-1949), konsula generalnego w Hajfie (1949-1953), ministra/ambasadora w San José (1953-1957).
Odznaczony Orderem Imperium Brytyjskiego CBE.